# Большая опера

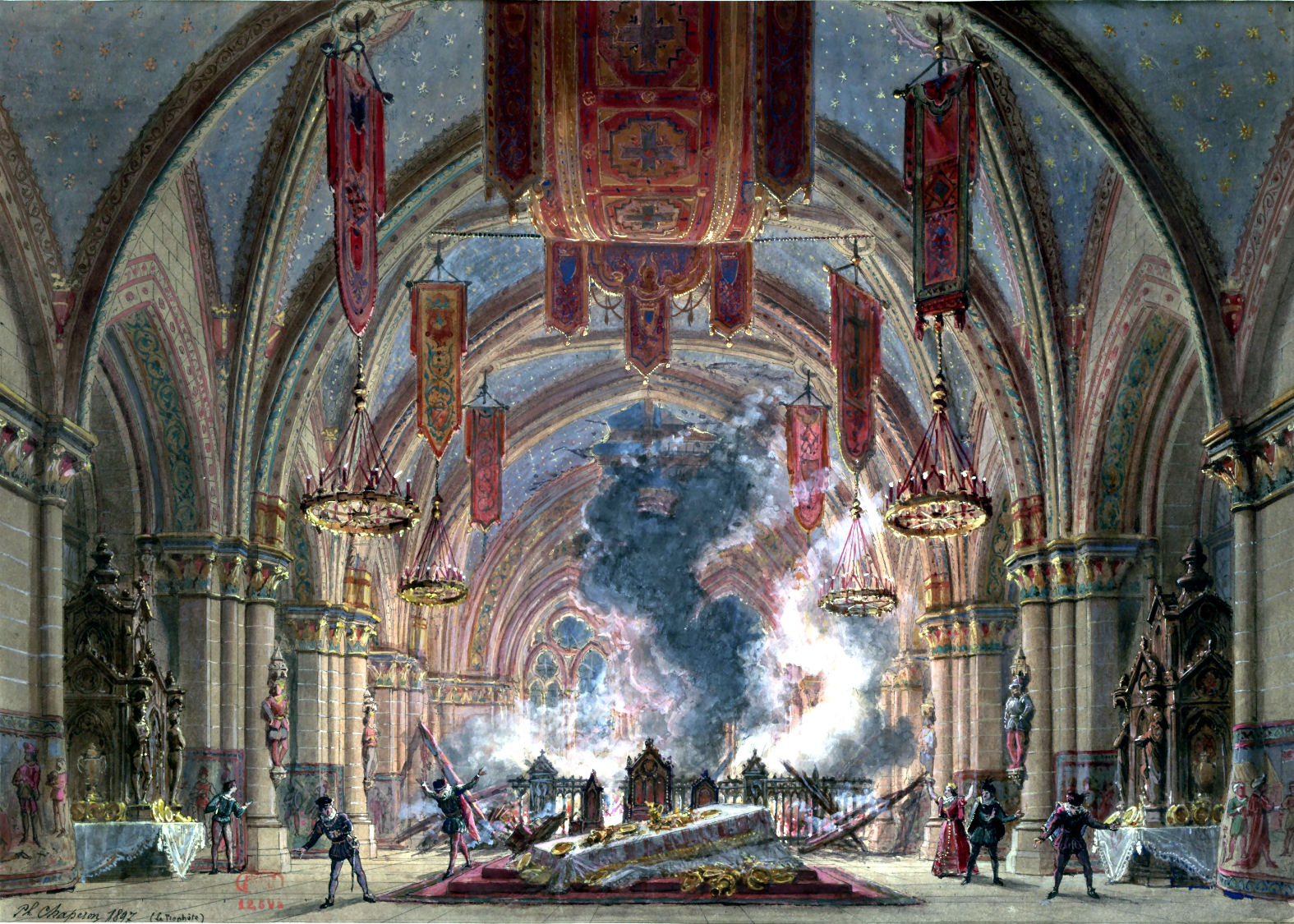
Декорации Шаперона для финального пожара в «Пророке» Мейербера

«Большая опера» (фр. grand opéra) — оперный жанр, сложившийся во Франции периода романтизма из элементов серьёзной и комической опер. Сменил «лирическую трагедию» (tragédie lyrique) в качестве основного направления во французском музыкальном театре второй и третьей четверти XIX века.
Признаки «большой оперы» — масштабность сценических постановок на эпические темы из истории средних (и более поздних) веков, использование расширенного оркестра, пышность декораций, многочасовая продолжительность, многочисленность персонажей.
В широком смысле обозначение «большая опера» применяется также к любым многоактным операм серьёзного, как правило, характера.

## История
«Большая опера» как самостоятельный жанр — новая «серьёзная» французская опера эпохи романтизма — окончательно сложилась к 1828 году. Первым полноценным образчиком считается поставленная в этом году «Немая из Портичи» Даниэля Обера. Но истоки жанра можно обнаружить и в операх Антонио Сальери «Тарар» (1787) и «Пальмира, царица персидская» (1795), в которых, как пишет Л. Кириллина, «смешивались компоненты барочной сценической практики и аксессуары ампирного стиля будущей „большой оперы“». Значительное влияние на формирование жанра оказало творчество Гаспаре Спонтини. 
В процессе становления «большая опера» восприняла различные театральные и музыкальные элементы: реформированную К. В. Глюком оперу-сериа и французскую tragédie lyrique, комическую оперу, передовые тенденции серьёзной итальянской оперы и др. Используя сперва исключительно античные сюжеты, к 1830-м годам «большая опера» перешла к обыгрыванию событий из более близкого времени — позднего Средневековья и начала Нового времени. При этом зачастую в них затрагивались темы, имевшие большое общественное значение — борьба народа за свою свободу («Немая из Портичи» Ф. Обера), религиозных преследований («Гугеноты» Дж. Мейербера), антисемитизма («Жидовка» Ф. Галеви) и др.
В отличие от аристократической оперы предыдущего столетия, «большая опера» была искусством для городской буржуазии. Она была проще, легче для понимания, нежели оперы прошлого, и более сентиментальна, чем комическая опера. Начиная с постановки «Роберта-Дьявола» Дж. Мейербера, её героями, как правило, были уже не простые люди, а знать и аристократия. Даже еврейка, ведущая фигура в опере «Жидовка», оказалась дворянского происхождения. «Большая опера» вплоть оставалась наиболее популярным оперным жанром до конца XIX века, когда уступила первенство менее грандиозной лирической опере. 
Начиная с 1980-х годов оперные театры, главным образом во Франции, предпринимают попытки возвращения в репертуар тех или иных «больших опер», однако этот процесс осложняет высокая стоимость столь масштабных постановок. Чаще всего в репертуаре современных оперных театров можно встретить «Вильгельма Телля» и «Жидовку».

## Характеристики
«Большая опера» состоит из 5 актов и включает в себя также объёмную балетную (танцевальную) часть. С самого момента своего появления «большая опера» конкурировала с более старой и менее «роскошной» комической оперой, сформировавшейся в XVIII столетии как дополнение к «аристократической» опере того времени.
Преобладающее число «больших опер» написаны лёгким, простым и ясным музыкальным языком. В них оркестру отведена сопроводительная роль, в то время как основной упор был сделан на вокальные партии исполнителей с тем, чтобы дать последним в наибольшей степени проявить свой талант. Сочность и чистота исполнения в «больших операх» важнее цельной музыкальной гармонии произведения (за что эти оперные спектакли иногда обвинялись в бессодержательности). 
Постановка «большой оперы» в парижских театрах всегда требовала большого вложения средств — в либретто обычно значились роскошные костюмированные шествия на сцене, в том числе и конные. Зато уже поставленная опера могла играться на сцене театра на протяжении нескольких десятилетий. В то же время опера постоянно развивалась, появлялись новые художественные решения — в неё вводились пантомима, усовершенствования технического оснащения, освещения сцены и др.

## Примеры «больших опер»

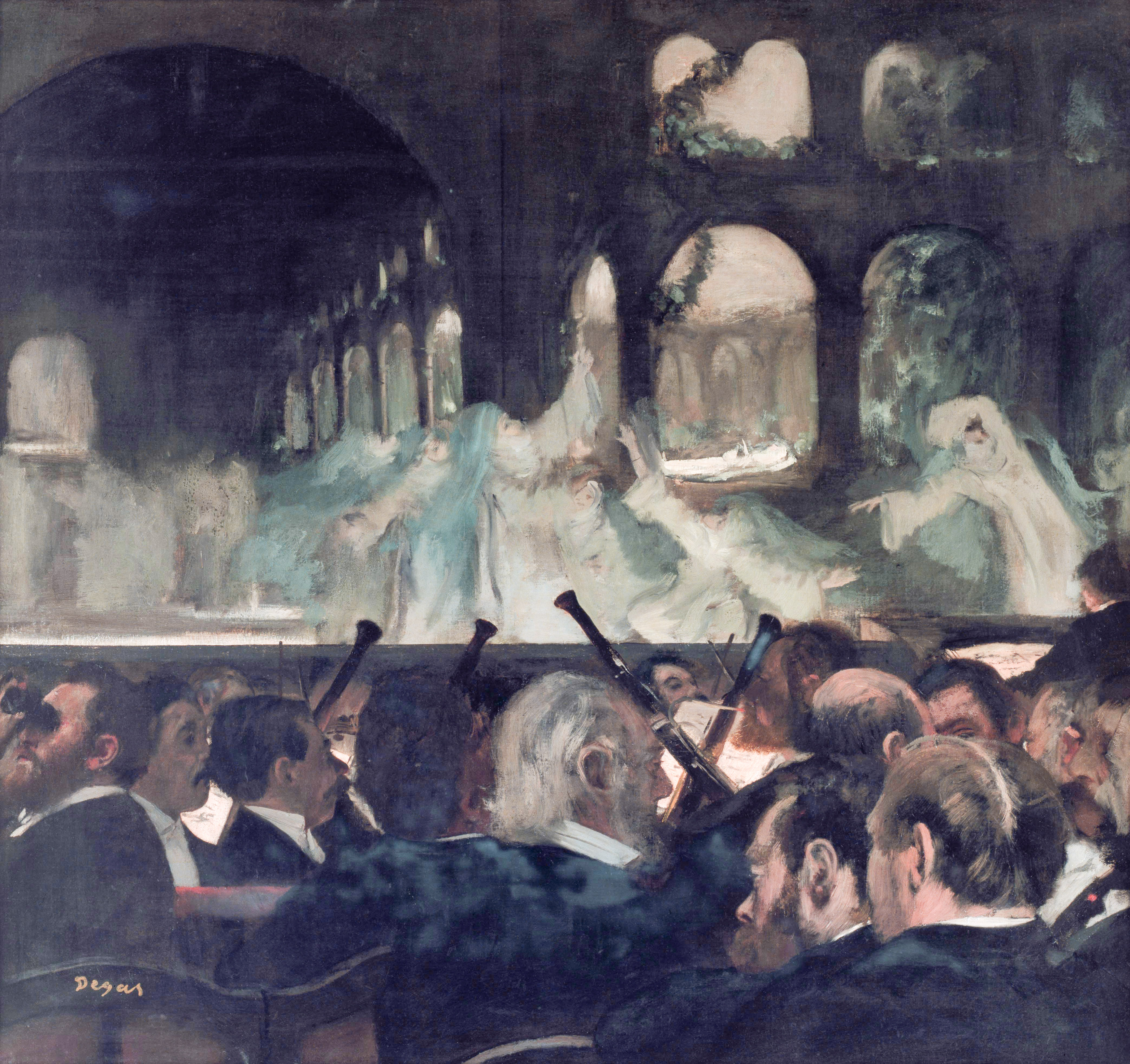
Танец монахинь в «Роберте-Дьяволе» Дж. Мейербера на картине импрессиониста Дега

- «Немая из Портичи» Даниэля Обера (1828)
- «Вильгельм Телль» Джоаккино Россини (1829)
- «Роберт-дьявол» Джакомо Мейербера (1831)
- «Али-Баба, или Сорок разбойников[англ.]» Луиджи Керубини (1832)
- «Густав III, или Бал-маскарад[англ.]» Даниэля Обера (1833)
- «Жидовка» Фроманталя Галеви (1835)
- «Гугеноты» Джакомо Мейербера (1836)
- «Гвидо и Джиневра[англ.]» Фроманталя Галеви (1838)
- «Озеро фей[англ.]» Даниэля Обера (1839)
- «Фаворитка» Гаэтано Доницетти (1840)
- «Мученики» Гаэтано Доницетти (1840)
- «Королева Кипра[англ.]» Фроманталя Галеви (1841)
- «Карл VI[англ.]» Фроманталя Галеви (1843)
- «Дон Себастьян[англ.]» Гаэтано Доницетти (1843)
- «Иерусалим» Джузеппе Верди (1847)
- «Пророк» Джакомо Мейербера (1849)
- «Блудный сын[англ.]» Даниэля Обера (1850)

К эстетике «большой оперы» близки (хотя обычно и не относятся к этому жанру) такие произведения, как:
- «Риенци» Рихарда Вагнера (1842)
- «Троянцы» Гектора Берлиоза (1858; формально: только по пятиактовой форме[3])
- «Сицилийская вечерня» Джузеппе Верди (1855)
- «Дон Карлос» Джузеппе Верди (1867)
- «Африканка[англ.]» Джакомо Мейербера (1865)
- «Царица Савская» Карла Гольдмарка (1875).